# Orquesta Sinfónica del Estado de México
L'Orquesta Sinfónica del Estado de México (OSEM) è un'orchestra sinfonica messicana fondata nel 1971 con il patrocinio del governo di Città del Messico. Ha sede nella città di Toluca, Messico, ma è molto spesso in tournée nel paese, diventando il primo dei gruppi sinfonici regionali a visitare tutte le 16 divisioni politiche della Federazione messicana. Nel 1975, l'orchestra andò per la prima volta in tournée negli Stati Uniti, nel 2002, in Europa. La sua sala per le esecuzioni è la Sala Felipe Villanueva.

## Storia
Il 27 agosto 1971, su iniziativa di Enrique Bátiz Campbell e del governo dello Stato del Messico, fu fondata l'Orquesta Sinfónica del Estado de México (OSEM). Il suo scopo era la diffusione della musica come arte, per creare unità e identità tra i cittadini dello stato. L'orchestra si trova nella città di Toluca e la sua sede è la Sala Felipe Villanueva. L'orchestra è stata caratterizzata dal suo sforzo di portare il suo messaggio a tutti i comuni dello stato, in tutti gli angoli del paese. Fu anche la prima istituzione del suo genere a visitare le 16 divisioni politiche del Distretto Federale. Iniziò a dare concerti nelle principali piazze della capitale del paese, dal teatro Bellas Artes e dall'Auditorium Nazionale alla Sala Nezahualcoot, oltre ad altre sale nelle zone periferiche, come il teatro San Benito Abad del Centro Escolar del Lago, nel comune di Cuautitlánche, nonostante la sua posizione - 40 chilometri dal centro della città - è cresciuto in popolarità per il pubblico metropolitano, per merito della zona e delle condizioni acustiche ammirevoli e il comfort della sala.
L'OSEM si è esibita al Quarto Festival del Centro storico di Campeche e l'anno seguente al Festival Orchestrale organizzato dal Consiglio nazionale per la cultura e le arti. Per 6 anni l'orchestra ha realizzato un Festival a Valle de Bravo, nello stato del Messico, mostrando attraverso di esso quanto può essere eccellente l'arte quando è il risultato di uno sforzo congiunto delle forze viventi del paese.
Tra il 1983 e il 1985 l'orchestra è stata diretta dal maestro Manuel Suárez e, successivamente, fino al 1989, da Eduardo Diaz Muñoz.

## Tournée
Nel 1975 l'OSEM fece la sua prima tournée negli Stati Uniti, tornando continuamente per tre anni, a partire dal 1979, suonando nelle città più importanti. Nel 2002 fu fatta una tournée per la prima volta in Germania.
Nel 2003 una tournée europea ha portato l'orchestra in Spagna, Polonia, Germania e Francia. Nel 2005 l'orchestra si è recata a Parigi, in Francia, e ha tenuto due concerti, uno a Salle Gaveau e l'altro a Theatre Mogador, con uno straordinario successo. Nel settembre 2005 l'OSEM si è recata nella Repubblica popolare cinese per offrire sei concerti nelle più importanti città di questo paese, tra cui Changsha, Shanghai, Shenyang, Harbin e Pechino.
Nel 2008 l'OSEM è stata invitata dalla Colombia Artists Management a svolgere un tour di 49 concerti negli Stati Uniti, che è durato più di nove settimane. I concerti furono eseguiti in tutti gli Stati Uniti, tra gli altri New York, Florida, Georgia, Carolina del Nord, Ohio, Illinois, Iowa, California e Nevada.
Nel 2010 l'OSEM e Enrique Batiz hanno eseguito due concerti a Granada, in Spagna, che sono stati trasmessi in diretta e registrati per la pubblicazione in DVD video.

## Contributi alle esibizioni della comunità
La promozione di nuovi talenti musicali è stata un obiettivo dell'orchestra sin dai suoi esordi. Ha dato vita a oltre quaranta eccellenti solisti e ha anche partecipato alla scoperta e all'incoraggiamento di giovani artisti, attraverso il "Concorso internazionale di violino Henryk Szeryng", iniziato nel 1992. Nelle quattro volte in cui si è tenuto questo concorso, l'OSEM ha goduto della presenza dei più importanti aspiranti violinisti del mondo e ne ha premiati una dozzina. L'OSEM ha anche ospitato numerosi registi e solisti ospiti, scelti tra i più eccezionali al mondo.
Una significativa realizzazione dell'OSEM, coadiuvata dalla Trust Foundation, è stata l'istituzionalizzazione del Festival Valle de Bravo anno dopo anno, dal 1997. I concerti di questo Festival si svolgono in questa deliziosa città nella Valle de Bravo così come nel teatro di Bellas Artes a Città del Messico, l'ambientazione nazionale più importante.

## Registrazioni
Le registrazioni dell'OSEM coprono la più ampia gamma di qualsiasi orchestra messicana. Includono registrazioni dedicate alle opere di Verdi e Rossini, musica messicana e spagnola, le opere di Isaac Albéniz, Joaquín Rodrigo, Manuel Ponce e Carlos Chávez, e la serie integrale delle sinfonie di Ludwig van Beethoven, Robert Schumann, Johannes Brahms e Pyotr Ilyich Tchaikovsky.

## Premi
Sia l'orchestra che il suo direttore artistico hanno più volte ricevuto l'Annual Award dalla "Unione messicana di cronisti di teatro e musica", in occasione del suo 25º anniversario dal Primo Festival di musica classica nel 1996 con la partecipazione di altre orchestre nel paese, per la sua promozione di attività musicali in Messico.

## Direttori artistici
- Enrique Batis (1971-1983)
- Manuel Suarez (1983-1985)
- Eduardo Diaz Munoz (1985-1989)
- Enrique Batis (dal 1989)